# 2548 Leloir
2548 Leloir (1975 DA) là một tiểu hành tinh vành đai chính được phát hiện ngày 16 tháng 2 năm 1975 bởi Felix Aguilar Observatory ở El Leoncito.